# Антрахинон
Антрахинон(9,10-антрацендион) — представитель класса хинонов. Практически нерастворим в воде, растворим в органических растворителях. Впервые синтезирован Огюстом Лораном в 1835 г. окислением антрацена азотной кислотой. Применяется как полупродукт в синтезе красителей.

## Физические свойства
Антрахинон — жёлтое или серое кристаллическое вещество (моноклинная кристаллическая решётка), растворяется в нитробензоле, анилине. При действии олеума образует последовательно антрахинон-2-сульфокислоту, затем смесь 2,6- и 2,7-антрахинондисульфокислоты. С азотной кислотой образует 1-нитроантрахинон, затем смесь 1,5- и 1,8-динитроантрахиноны.

## Методы синтеза
- Окисление антрацена триоксидом хрома в присутствии уксусной кислоты:

- Конденсация бензола с фталевым ангидридом в присутствии трихлорида алюминия с образованием орто-бензоилбензойной кислоты и её дальнейшей циклизацией под действием серной кислоты и повышенной температуры с отщеплением воды:

- Из нафтохинона и бутадиена по реакции Дильса — Альдера с образованием 1,4,4а,9а-тетрагидроантрахинона и его последующим дегидрированием, в качестве дегидрирующего агента может быть использован избыток бутадиена, оксид трёхвалентного железа и др.:

В промышленности в основном используется первый метод.

## Нахождение в природе
В природе источником антрахинонов являются некоторые растения, в частности, крушина ломкая, алоэ.

## Применение
Производные антрахинона применяются как красители (например, ализарин). Антрахинон используется в медицине как слабительное. В сельском хозяйстве применяется для отпугивания птиц после проведения посевных работ.
В Евросоюзе антрахинон запрещён как опасный для здоровья потребителей и потенциально канцерогенный пестицид.
Применяется в материаловедении для декорирования поверхностей с целью выявления микроструктуры.